# Sidney, Ohio
Sidney là một thành phố thuộc quận Shelby, tiểu bang Ohio, Hoa Kỳ. Năm 2010, dân số của thành phố này là 21229 người.

## Dân số
- Dân số năm 2000: 20211 người.
- Dân số năm 2010: 21229 người.